# البشير التكاري
البشير التكاري (قصيبة المديوني، 22 فيفري 1952)، سياسي ورجل قانون تونسي يتولى وزارة التعليم العالي والبحث العلمي منذ جانفي 2010 حتى قيام الثورة التونسية. أتم التكاري تعليمه الابتدائي في قصيبة المديوني ثم درس في المعهد الثانوي بالمنستير حيث تحصل على الباكالوريا عام 1970  بتفوق. تابع دراسته الجامعية بكلية الحقوق والعلوم السياسية بتونس محرزا على الأستاذية في الحقوق ثم شهادة الدراسات العليا في القانون العام فشهادة الدراسات العليا في العلوم السياسية. وفي سنة 1983 تحصل على دكتوراه الدولة في القانون ثم التبريز في القانون العام والعلوم السياسية سنة 1984. عمل كأستاذ مساعد بكلية الحقوق بتونس منذ سنة 1976 ثم أصبح أستاذا للتعليم العالي سنة 1988. عمل لفترة كمحامي ثم شغل منصب عميد كلية الحقوق بسوسة قبل يعين كمدير للتعليم للعالي. في سبتمبر 1991 عين ملحقا برئاسة الجمهورية ثم رئيسا أولا للمحكمة الإدارية (1992-1999)  كما عين عضوا بالمجلس الدستوري في جانفي 1992.  في نوفمبر 1999 أسندت له وزارة العدل خلفا لعبد الله القلال، وفي 2002 ألحق بوزارته قطاع حقوق الإنسان ليصبح البشير التكاري أحد محاوري الإعلام والمنظمات الحقوقية مدافعا على سياسات النظام. بقي في منصبه إلى 14 جانفي 2010 تاريخ تعيينه وزيرا للتعليم العالي والبحث العلمي. ينتمي التكاري إلى اللجنة المركزية للتجمع الدستوري الديمقراطي وقد قلده الرئيس زين العابدين بن علي بالصنف الأول من وسام الجمهورية وبالصنف الأكبر من وسام 7 نوفمبر 1987. متزوج وأب لثلاثة أبناء. تم وضعه قيد الإيقاف التحفظي منذ 11 يوليو بتهمة الفساد حيث اتهم باستغلال النفوذ في قضية «مطعم اللج الفضي» قبل أن تثبت الأبحاث براءته ويطلق سراحه .